# خالد بن البكير
خالد بن البكير الليثي (المتوفي سنة 4 هـ) صحابي بدري من السابقين إلى الإسلام، قُتل في يوم الرجيع.

## سيرته
كان خالد بن البكير بن عبد يا ليل بن ناشب بن غيرة بن سعد بن ليث بن بكر بن عبد مناة بن كنانة من السابقين إلى الإسلام، حيث أسلم مع إخوته عامر وإياس وعاقل في دار الأرقم،
كان أبوه البكير بن عبد يا ليل، وقيل اسمه أبو البكير بن عبد يا ليل حليفًا لنفيل بن عبد العُزّى جد عمر بن الخطاب، لذا يُعد عاقل وإخوته حلفاء بني عدي.
هاجر خالد مع إخوته إلى يثرب، وآخى النبي محمد بينه وبين زيد بن الدثنة. وقد شهد مع النبي محمد غزوتي بدر وأحد، وقُتل أثناء مشاركته في سرية مرثد بن أبي مرثد الغنوي في صفر سنة 4 هـ، وعمره يومها 34 سنة، في قتال أمام قبيلة هذيلاً وجماعة من قبيلتي عضل والقارة، وفي قتلى تلك السرية يقول حسان بن ثابت: